# Taurotettix
Genre
Synonymes
Callistrophia
Taurotettix est un genre d'insectes hémiptères suceurs de sève, de la famille des Cicadellidae, de la sous-famille des Deltocephalinae et de la tribu des Cicadulini.

## Espèces
- Taurotettix beckeri Fieber 1885
- Taurotettix elegans Melichar 1900